# Mission: Yozakura Family
Mission: Yozakura Family (夜桜さんちの大作戦?, Yozakura-san chi no daisakusen, lett. "La grande strategia di Yozakura-san") è un manga scritto e disegnato da Hitsuji Gondaira. È stato serializzato dal 26 agosto 2019 al 20 gennaio 2025 sulla rivista Weekly Shōnen Jump edita da Shūeisha. Al 4 marzo 2025 sono stati pubblicati 29 volumi tankōbon.
Un adattamento anime prodotto da Silver Link è stato trasmesso dal 7 aprile al 6 ottobre 2024. Una seconda stagione è prevista per il 2026.

## Trama
La serie segue le vicissitudini di Taiyo Asano, un ragazzo che ha perso la sua famiglia in un incidente d'auto. La sua amica d'infanzia, Mutsumi Yozakura, è il suo unico conforto nella vita. Tuttavia, le cose cambiano di nuovo per Taiyo, quando scopre che il suo insegnante non è solo il fratello maggiore di Mutsumi, ma anche lei proviene da una famiglia di spie. Dopo una lite che coinvolge la famiglia Yozakura, Taiyo diventa il marito di Mutsumi e, per proteggerla, deve diventare lui stesso una spia.

## Personaggi

### Principali
Taiyō Asano (朝野 太陽?, Asano Taiyō)
Doppiato da: Reiji Kawashima
Il protagonista, all'inizio è un ragazzo con seri problemi di comunicazione, che diventa molto nervoso ogni volta che qualcuno cerca di parlargli, essendo Mutsumi Yozakura l'unica persona con cui può parlare in modo normale. Dopo aver deciso di proteggerla, trasferendosi a casa Yozakura e addestrandosi per diventare una spia, Taiyō sviluppa molte abilità ben al di sopra della media umana, come riflessi eccellenti, forza, velocità e persino la capacità di mettere a tacere i propri passi, facendo sì che le persone non notino la loro presenza. Tutto l'addestramento e la sua convivenza con gli Yozakura gli fanno superare gradualmente le proprie paure e problemi di comunicazione. Taiyo è una persona molto gentile che, man mano che la storia procede, arriva a vedere gli Yozakura come la sua stessa famiglia. È specializzato nell'uso di Yae, un revolver che spara elettricità invece dei proiettili e può trasformarsi in una katana. Dopo che Mutsumi gli ha dato un po' del suo sangue, acquisisce le abilità della famiglia Yozakura, inclusa l'abilità di indurire il suo corpo.
Mutsumi Yozakura (夜桜 六美?, Yozakura Mutsumi)
Doppiata da: Kaede Hondo
L'eroina della storia e il decimo capo della famiglia Yozakura e sesta figlia. Mutsumi è l'amica d'infanzia di Taiyo, anche se non sono sempre stati così intimi, i due si avvicinano quando questi l'ha salvata alle medie quando era vittima di bullismo da parte di alcune ragazze e da allora sono sempre stati insieme, ancora di più quando muore la famiglia di Taiyo, dove lei gli dice che non lo lascerà mai. Essendo il decimo capo degli Yozakura, è l'obiettivo di numerose spie e organizzazioni a causa del suo valore per la malavita. Ha subito un terribile incidente a causa di Kyoichiro, dove la sua vita era in pericolo, e ha sviluppato una striscia bianca tra i capelli a causa dello stress che ha subito in quel momento.
Quando sposa Taiyo, e lui diventa il suo protettore, entrambi si avvicinano a poco a poco, fino a diventare più intimi. Tiene molto a lui, e lo aiuta ad affrontare i suoi problemi, che siano i suoi problemi di comunicazione, il dover vivere con gli Yozakura, l'essere una persona normale che deve sopravvivere vivendo con loro, o l'essere una spia che deve proteggerla, visto che Mutsumi è l'unico membro della famiglia a non essere una spia, ma unica che può generare la prossima generazione. A causa del suo stare isolata e protetta ha sviluppato diversi talenti dalla musica all'arte.

### Famiglia Yozakura
Kyoichiro Yozakura (夜桜 京一郎?, Yozakura Kyōichirō)
Doppiato da: Katsuyuki Konishi
Il figlio maggiore della famiglia Yozakura e una spia d'élite. A causa del fatto che in un incidente Mutsumi ha quasi perso la vita a causa sua, è diventato per lei un fratello ossessivo e iperprotettivo, arrivando al punto di acquisire falsi lavori per starle vicino, ed eliminare, torturare o minacciare ogni ragazzo che si avvicina alla sua amata sorella.
All'inizio non vedeva Taiyo come una minaccia, ma quando si è stufato di lui, ha deciso di eliminarlo. Quando Taiyo sposa Mutsumi, Kyoichiro non ha altra scelta che accettarlo, tuttavia, muore dalla voglia di mettere le mani sul marito della sua sorellina, volendo torturarlo o eliminarlo direttamente. Tuttavia, Kyoichiro è una persona degna di fiducia e, nonostante la sua natura subdola protegge Tayo da ogni pericolo, anche a costo di mettere a rischio la sua vita se necessario.
La sua arma principale sono fili metallici multiuso.
Futaba Yozakura (夜桜 二刃?, Yozakura Futaba)
Doppiata da: Akari Kitō
Una donna dai capelli d'argento, legati in due trecce con riccioli in ciascuna, è la secondogenita degli Yozakura, e pur avendo un corpo da ragazzina, ha 20 anni. Futaba ha una forza senza pari ed è esperta in varie arti marziali. È la più matura degli Yozakura, ancor più di Kyōichirō, nonostante questo, ha paura dei fantasmi e delle cose paranormali, è invece brava nei lavori a maglia.
Shinzo Yozakura (夜桜 辛三?, Yozakura Shizo)
Doppiato da: Katsuyuki Okitsu
Terzo figlio della famiglia, è un ragazzo muscoloso dai capelli verdi specializzato nella costruzione e nell'uso di armi da fuoco. Shizo si nasconde sempre in un bidone della spazzatura completamente modificato con funzioni di arma e ha una personalità calma, timida, molto mutevole e talvolta spaventata; quando non ha armi a sua disposizione (o rimane senza proiettili), Shinzo si sente totalmente sospettoso e non protetto, ma quando ha un'arma (o qualcosa di simile) può fare cose incredibili per attaccare.
Shion Yozakura (夜桜 シオン?, Yozakura Shion)
Doppiata da: Aoi Yūki
Quarta figlia della famiglia, Shion è una ragazza di 18 anni con i capelli lilla. È molto calma e di solito non mostra alcuna espressione sul viso. È considerata piuttosto competitiva quando si tratta di giocare ai videogiochi e diventa aggressiva quando perde, come si è visto quando Taiyo ha abusato di bug e glitch nei suoi giochi. La specialità di Shion è l'infiltrazione nei sistemi cibernetici, convertendo le sue missioni in videogiochi attraverso un programma speciale, non è brava nell'attività fisica e sfrutta droni per diverse mansioni.
Kengo Yozakura (夜桜 堅固?, Yozakura Kengo)
Doppiato da: Yoshitsugu Matsuoka
Quinto figlio della famiglia, Kengo è un ragazzo simile a un gatto che indossa sempre una giacca con cappuccio che gli copre gli occhi e ha anche i capelli biondi. Kengo è specializzato in infiltrazioni silenziose attraverso travestimenti e recitazione, capace di copiare ogni dettaglio dell'originale. È molto giocherellone e allegro.
Nanao Yozakura (夜桜七尾?, Yozakura Nanao)
Doppiato da: Yumi Uchiyama
Il più giovane dei fratelli, Nanao è un liceale del primo anno, specializzato nell'analisi e nell'uso di sostanze chimiche, biologiche e veleni. È generalmente visto come un uomo gigante con un secchio in testa, che ha una faccia semi-sorridente disegnata sopra, ma in realtà è un ragazzo basso, e questa è la sua forma "Mutante". Mentre deve andare al liceo, deve prendere molti farmaci per evitare che la sua mutazione vada fuori controllo e si trasformi in una massa muscolare vivente.

## Media

### Manga
La serie, scritta e disegnata da Hitsuji Gondaira, è stata serializzata dal 26 agosto 2019 sulla rivista Weekly Shōnen Jump edita da Shūeisha. Il 3 gennaio 2025 è stato annunciato che il manga era entrato nel suo climax, e si è conclusa il 20 gennaio 2025. I capitoli vengono raccolti in volumi tankōbon dal 4 febbraio 2020 al 4 marzo 2025 per un numero totale di 29.
In Italia la serie viene pubblicata da Edizioni BD sotto l'etichetta J-Pop dal 22 settembre 2021. La traduzione dei testi è curata da Arianna Bianciardi, mentre il lettering è realizzato da Massimiliano Lucidi.

#### Volumi
| 1  | 4 febbraio 2020 | ISBN 978-4-08-882178-8 | 22 settembre 2021 | ISBN 978-88-349-0634-7 |
| 1  | Capitoli - Mission No.1. L'anello con il fiore di ciliegio (桜の指輪?, Sakura no yubiwa) - Mission No.2. La linfa vitale degli Yozakura (夜桜のいの命?, Yozakura no Raifurain) - Mission No.3. Sentimenti (気持ち?, Kimochi) - Mission No.4. Il recupero dell'anello (指輪取戻?, Yubiwa o torimodosu) - Mission No.5. L'ostaggio (人質?, Hitojichi) - Mission No.6. Il quartier generale di Flower Bin (フラワー使本社?, Furawā-shi honsha) - Mission No.7. L'incursione (襲撃?, Shūgeki) |                        |                   |                        |
| 2  | 3 aprile 2020 | ISBN 978-4-08-882243-3 | 27 ottobre 2021   | ISBN 978-88-349-0818-1 |
| 2  | Capitoli - Mission No.8. Tre minuti (3分?, 3-Bu) - Mission No.9. L'interrogatorio (取り調べ?, Torishirabe) - Mission No.10. Shinzo (辛三?, Shinzō) - Mission No.11. Il bug (バグ?, Bagu) - Mission No.12. Sonnecchiare (居眠り?, Inemuri) - Mission No.13. L'imitazione (偽者?, Nisemono) - Mission No.14. L'appuntamento (デート?, Dēto) - Mission No.15. L'ago di Cupido (クピッドの針?, Kupido no hari) - Mission No.16. Il losco negozio di giocattoli (黄泉玩具屋?, Yomi omochaya) - Side Story 1. Goliath mannaro - Side Story 2. L'offerta votiva |                        |                   |                        |
| 3  | 4 giugno 2020 | ISBN 978-4-08-882334-8 | 29 dicembre 2021  | ISBN 978-88-349-0864-8 |
| 3  | Capitoli - Mission No.17. La competizione sportiva (体育戦争?, Taiiku Sensō) - Mission No.18. Il ricevimento di nozze (披露宴?, Kekkon Hirōen) - Mission No.19. La spia del governo (公務員スパイ?, Kōmuin Supai) - Mission No.20. Spiare la spia (スパイのスパイ?, Supai no Supai) - Mission No.21. Hinagiku (ヒナギク?, Hinagiku) - Mission No.22. Il partito Kuroyuki (黒百合党?, Kuroyuri tō) - Mission No.23. Verità (真実?, Shinjitsu) - Mission No.24. Kuroyuki nel linguaggio dei fiori (黒百合 の花言葉?, Kuroyuri no Hanakotoba) - Mission No.25. Informazioni (情報?, Jōhō) |                        |                   |                        |
| 4  | 4 agosto 2020 | ISBN 978-4-08-882382-9 | 16 febbraio 2022  | ISBN 978-88-349-0918-8 |
| 4  | Capitoli - Mission No.26. Il nabe degli Hinagiku (ヒナギク鍋?, Hinagiku nabe) - Mission No.27. La cameriera di casa Yozakura (夜桜のメイド?, Yozakura no Meido) - Mission No.28. La relazione extraconiugale (浮気?, Uwaki) - Mission No.29. La storia di fantasmi degli Yozakura (夜桜の怪談?, Yozakura no kaidan) - Mission No.30. Compere (お買い物?, O kaimono) - Mission No.31. Nonno Prison Break (プリズンジジブレイク?, Purizun jiji Bureiku) - Mission No.32. La medicina di Nanao (1) (七悪のくすり(前編)?, Nanao no kusuri (zenpen)) - Mission No.33. La medicina di Nanao (2) (七悪のくすり(後編)?, Nanao no kusuri (kohen)) - Mission No.34. La licenza di spia (スパイ免許証?, Supai menkyoshō) |                        |                   |                        |
| 5  | 4 novembre 2020 | ISBN 978-4-08-882475-8 | 21 aprile 2022    | ISBN 978-88-349-0978-2 |
| 5  | Capitoli - Mission No.35. La biblioteca dei defunti (故人の図書館?, Kojin no toshokan) - Mission No.36. Tanpopo (タンポポ?, Tanpopo) - Mission No.37. La passeggiata do Goliath (ゴリアテのさんぽ?, Goriate no sanpo) - Mission No.38. Vincitori e perdenti (勝ち組と負け組?, Kachi-gumi to make-gumi) - Mission No.39. La trappola dell'acquario (水族館の罠?, Suizokukan no wana) - Mission No.40. Missione: Catturare Kengo (嫌五捕獲大作戦?, Iyana hokaku senryaku) - Mission No.41. Il rinnovo della licenza di Sosuke (草助の免許更新?, Sōsuke no menkyo kōshin) - Mission No.42. A pesca (魚釣り?, Sakanatsuri) - Mission No.43. Il detenuto Taiyo Asano (囚人朝野太陽?, Shūjin Asano Taiyō) - Bonus. Gli identikit dei fratelli Yozakura! - Side Story. I cognati scaccia zanzare |                        |                   |                        |
| 6  | 4 gennaio 2021 | ISBN 978-4-08-882532-8 | 29 giugno 2022    | ISBN 978-88-349-1047-4 |
| 6  | Capitoli - Mission No.44. Obiettivo: Suite (目指せスイートルーム?, Mezase Suīto Rūmu) - Mission No.45. VS Nomen (VS ノウメン?, VS Noumen) - Mission No.46. Le ferite d'arma da fuoco invisibili (見えない銃創?, Mienai jūsō) - Mission No.47. Il sangue degli Yozakura (夜桜の血?, Yozakura no chi) - Mission No.48. Pulizie in giardino (庭掃除?, Niwa soji) - Mission No.49. Papà (父?, Chichi) - Mission No.50. In cucina con Mutsumi (六美クッキング?, Mutsumi Kukkingu) - Mission No.51. Beast Crossing (ケダモノの森?, Kedamono no mori) - Mission No.52. Le avventure termali degli Yozakura (1) (夜桜温泉物語 (前編)?, Yozakura onsen monogatari (zenpen)) |                        |                   |                        |
| 7  | 4 marzo 2021 | ISBN 978-4-08-882579-3 | 10 agosto 2022    | ISBN 978-88-349-1103-7 |
| 7  | Capitoli - Mission No.53. Le avventure termali degli Yozakura (2) (夜桜温泉物語 (後編)?, Yozakura onsen monogatari (kohen)) - Mission No.54. I vincitori del contest "Crea una nuova spia"! (オリジナルスパイ大募集結果発表!!?, Orijinaru Supai dai boshū kekka happyō!!) - Mission No.55. La locomotiva a vapore "Gerbera" (蒸気機関車「ガーベラ」?, Jōki kikan-sha `Gābera') - Mission No.56. Una medicina chiamata "Tanpopo" (タンポポといら薬?, Tanpopo to i-ra kusuri) - Mission No.57. Gli orecchini a forma di sole (太陽のピアス?, Taiyō no piasu) - Mission No.58. È normale (あたりまえ?, Atarimae) - Mission No.59. Ultima fermata (終点?, Shūten) - Mission No.60. Baby Taiyo (ベビー太陽?, Bebī Taiyō) - Mission No.61. In compagnia del nonno (おじいちゃと一緒?, Ojīcha to issho) - Bonus. I vincitori del contest "Crea una nuova spia!" - Bonus. L'angolo delle spie originali create da voi (che, sfortunatamente, non sono state selezionate)! |                        |                   |                        |
| 8  | 30 aprile 2021 | ISBN 978-4-08-882663-9 | 5 ottobre 2022    | ISBN 978-88-349-1173-0 |
| 8  | Capitoli - Mission No.62. "Yozakura in prima linea" (夜桜前線?, Yozakura zensen) - Mission No.63. La fioritura (開花?, Kaika) - Mission No.64. Radici Yozakura (夜桜の根?, Yozakura no ne) - Mission No.65. La partita di carte decisiva per i coniugi Yozakura (夜桜夫婦ババ抜き大決戦?, Yozakura fūfu baba-nuki daisakusen) - Mission No.66. Sotto i fiori di ciliegio (お花身?, O hana mi) - Mission No.67. Cinquemila metri sopra Skeleton Island (白骨島上空5000m?, Shirahone tō jōkū 5000 m) - Mission No.68. Oltre la botola (開閉口突破?, Kaihei-guchi toppa) - Mission No.69. La fioritura Hazakura (葉桜の開花?, Hazakura no kaika) - Mission No.70. Vento di levante (東風?, Kochi) - Bonus. All'assalto! Curiosando per casa Yozakura! - Bonus. Celebrazione del millesimo capitolo di "One Piece"! Special Side Story |                        |                   |                        |
| 9  | 2 luglio 2021 | ISBN 978-4-08-882709-4 | 7 dicembre 2022   | ISBN 978-88-349-1829-6 |
| 9  | Capitoli - Mission No.71. Shinzo VS Kurosawa (辛三 VS クロサワ?, Shinzou Vs Kurosawa) - Mission No.72. L'arma (武器?, Buki) - Mission No.73. Paura (恐怖?, Kyōfu) - Mission No.74. Il "Progetto semina" (種まき計画?, Tanemaki keikaku) - Mission No.75. Shion & Kengo VS Cha-Cha & Aonuma (四怨 & 嫌五 VS チャチャ & アオヌマ?, Shion & Kengo VS Cha-Cha & Aonuma) - Mission No.76. Il disgelo (雪解け?, Yukidoke) - Mission No.77. La società (社会?, Shakai) - Mission No.78. Ai & Mizuki (アイとミズキ?, Ai to Mizuki) - Mission No.79. Makoto Kawashita (皮下 真?, Kawashita Makoto) - Bonus. All'assalto! Curiosando per casa Yozakura! |                        |                   |                        |
| 10 | 4 ottobre 2021 | ISBN 978-4-08-882792-6 | 22 febbraio 2023  | ISBN 978-88-349-1830-2 |
| 10 | Capitoli - Mission No.80. La risonanza (共鳴?, Kyōmei) - Mission No.81. L'antico sangue (旧い血?, Furui chi) - Mission No.82. Il battito (鼓動?, Kodō) - Mission No.83. Kawashita VS i fratelli Yozakura (皮下 VS夜桜兄妹?, Kawashita VS Yozakura kyōdai) - Mission No.84. Missione compiuta (作戦終了?, Sakusen shūryō) - Mission No.85. Di fronte alla tomba (墓前?, Bozen) - Mission No.86. Ai va a casa Yozakura (アイさん夜桜家へ?, Ai-san Yozakura-ka e) - Mission No.87. Missione: "Outfit da apputamento per Shion" (四怨デートコーデ大作戦?, Shion dētokōde daisakusen) - Mission No.88. Fioritura e pettegolezzi (開花と噂?, Kaika to uwasa) - Bonus. All'assalto! Curiosando per casa Yozakura! Camera di Nanao - Bonus. All'assalto! Curiosando per casa Yozakura! Camera di Goliath - Bonus. All'assalto! Curiosando per casa Yozakura! Camera di Ayaka e camera di Ai                                                                               |                        |                   |                        |
| 11 | 4 gennaio 2022 | ISBN 978-4-08-883009-4 | 12 aprile 2023    | ISBN 978-88-349-1935-4 |
| 11 | Capitoli - Mission No.89. Il sogno (夢?, Yume) - Mission No.90. L'esame di avanzamento per spie (スパイ昇級試験?, Supai shōkyū shiken) - Mission No.91. Il primo esaminatore, Shinzo Yozakura (一次試験官夜桜辛三?, Ichiji shiken-kan Yozakura Shinzō) - Mission No.92. Paura (怖さ?, Kowasa) - Mission No.93. Il secondo esaminatore, Futaba Yozakura (二次試験官 夜桜二刃?, Niiji shiken-kan Yozakura Futaba) - Mission No.94. Lo sguardo della sorella maggiore (長女の眼差し?, Chōjo no manazashi) - Mission No.95. L'ultimo esaminatore, Kyoichiro Yozakura (最終試験感 夜桜凶一郎?, Saishū shiken-kan Yozakura KyōIchirō) - Mission No.96. Il frutto dell'amore (愛の結晶?, Ai no kesshō) - Mission No.97. Esame completato (試験終了?, Shiken shūryō) - Side Story. Tanabata |                        |                   |                        |
| 12 | 4 marzo 2022 | ISBN 978-4-08-883038-4 | 7 giugno 2023     | ISBN 978-88-349-2085-5 |
| 12 | Capitoli - Mission No.98. Shinzo Protection Squad (辛三兄ちゃん見守り隊?, Shinzō nīchan mimamoritai) - Mission No.99. Mini Kyoichiro (ミニ凶一郎?, Mini kyōochirō) - Mission No.100. Padre i figli (父と子と?, Chichi to ko to) - Mission No.101. Tsubomi e Momo (つぼみと百?, Tsubomi to Momo) - Mission No.102. Un nuovo ciliegio (新しい桜?, Atarashī sakura) - Mission No.103. La clinica della dottoressa Mutsumi (Dr. 六美診療所?, Dokutā Mutsumi shinryōsho) - Mission No.104. Lezioni di computer con Shion (四怨のパソコン教室?, Shion no pasokon kyōshitsu) - Mission No.105. Missione: "La dieta di Mutsumi" (六美ダイエット大作戦?, Mutsumi Daietto daisakusen) - Side Story 1. Mission No.100 B. Ai della famiglia Yozakura (夜桜さんちのアイさん?, Yozakura-san chi no ai-san) - Side Story 2. Spalando la neve |                        |                   |                        |
| 13 | 3 giugno 2022 | ISBN 978-4-08-883143-5 | 9 agosto 2023     | ISBN 978-88-349-2198-2 |
| 13 | Capitoli - Mission No.106. Nella vecchia residenza Yozakura (旧夜桜邸にて?, Kyū Yozakura-tei nite) - Mission No.107. Il secondo capofamiglia, Lady Ninomae (二代目当主ニノ前御前?, Nidaime tōshu Ninome gozen) - Mission No.108. Missione: "Pulizie" (おそうじ大作戦?, Osōji daisakusen) - Mission No.109. La pelle di porcellana di Kengo (嫌五の湯上がり卵肌?, Kengo no yuagari tamago hada) - Mission No.110. La fabbrica della seta Yozakura (夜桜製糸場?, Yozakura seishi-ba) - Mission No.111. Tsubomi e Mutsumi (つぼみ と 六美?, Tsubomi to Mutsumi) - Mission No.112. La commissione di Ai (アイさんのおつかい?, Ai-san no otsukai) - Mission No.113. Pericolo Nanao (ななお ハザード?, Nanao Hazādo) - Mission No.114. Scontro decisivo tra fratelli maggiori (長子決戦?, Chōshi kessen) |                        |                   |                        |
| 14 | 2 settembre 2022 | ISBN 978-4-08-883227-2 | 18 ottobre 2023   | ISBN 978-88-349-1278-2 |
| 14 | Capitoli - Mission No.115. Il festival del cinema Yozakura (夜桜映画祭?, Yozakura eiga sai) - Mission No.116. Shinzo Bodybuilder (ボディビルダー辛三?, Bodibirudā Shinzō-san) - Mission No.117. La sparizione di Kyoichiro (凶一郎の消失?, Kyōichirō no shōshitsu) - Mission No.118. Ripiegare (退路?, Tairo) - Mission No.119. Mutsumi e Kyoichiro (六美と凶一郎?, Mutsumi to Kyōichirō) - Mission No.120. Il rifiuto (拒絶?, Kyozetsu) - Mission No.121. Riunione di famiglia (家族会議?, Kazoku kaigi) - Mission No.122. Missione: "Alla ricerca del fratello maggiore" (長男捜索大作戦?, Chōnan sōsaku dai sakusen) - Mission No.123. Il presidente dell'associazione delle spie Kai Izumo (スパイ協会会長 出雲灰?, Supai kyōkai kaichō ozumo hai) |                        |                   |                        |
| 15 | 4 novembre 2022 | ISBN 978-4-08-883288-3 | 27 dicembre 2023  | ISBN 978-88-349-1354-3 |
| 15 | Capitoli - Mission No.124. Kyoichiro VS fratelli Yozakura (凶一郎 VS 夜桜兄弟?, KyōIchirō VS Yozakura kyōdai) - Mission No.125. Non ti lascerò andare (行かせない?, Ikasenai) - Mission No.126. La mia preziosa famiglia (大事な家族?, Daijina kazoku) - Mission No.127. Stupido (ばか?, Baka) - Mission No.128. Siamo a casa (ただいま?, Tadaima) - Mission No.129. Saremo una famiglia (家族になるう?, Kazoku ni narū) - Mission No.130. La giornata del fratello maggiore al servizio della famiglia (長男家族サービースデー?, Chōnan kazoku Sābīsu Dē) - Mission No.131. Discussione padre e figli nel ristorante per famiglie (ファミリーレス父子会談?, Famirīresu fushi kaidan) - Mission No.132. All'inseguimento (追跡?, Tsuiseki) |                        |                   |                        |
| 16 | 4 gennaio 2023 | ISBN 978-4-08-883420-7 | 14 febbraio 2024  | ISBN 978-88-349-2426-6 |
| 16 | Capitoli - Mission No.133. Fratelli Yozakura VS? (夜桜姉弟 VS ？?, Yozakura kyōdai Bāsasu ?) - Mission No.134. Zero punti (0点?, Zero-ten) - Mission No.135. Il meeting delle spie di rango oro (1) (金級会議（前編)?, Kin-kyū kaigi (zenpen)) - Mission No.136. Il meeting delle spie di rango oro (2) (金級会議（-編)?, Kin-kyū kaigi (nipen)) - Mission No.137. Il video di scuse (謝罪 動画?, Shazai dōga) - Mission No.138. La spia di rango oro Alexandryu (金級アレクサンド龍?, Kin-kyū Arekusando ryū) - Mission No.139. La spia di rango oro Shura (金級 修羅?, Kin-kyū Shura) - Mission No.140. Nella biblioteca (図書館にて?, Toshokan nite) - Mission No.141. L'obiettivo (狙い?, Nerai) |                        |                   |                        |
| 17 | 4 aprile 2023 | ISBN 978-4-08-883448-1 | 3 aprile 2024     | ISBN 978-88-349-2542-3 |
| 17 | Capitoli - Mission No.142. La frattura (分断?, Bundan) - Mission No.143. Soba Time (そば打ち?, Soba-uchi) - Mission No.144. La spia di rango oro Giga (金級「 G ｣?, Kin-kyū Gīga) - Mission No.145. La spia di rango oro Hulang (金級「虎狼」?, Kin-kyū Hǔláng) - Mission No.146. L'addestramento (組手?, Kumite) - Mission No.147. Inizia la missione "Recupero fratelli" (姉弟奪還作戦開始?, Kyōdai dakkan sakusen kaishi) - Mission No.148. A bordo della nave (分断?, Bundan) - Mission No.149. I fratelli Yozakura si scontrano (夜桜兄妹対決?, Yozakura kyōdai taiketsu) - Mission No.150. Il tocco (触れる?, Fureru) |                        |                   |                        |
| 18 | 4 luglio 2023 | ISBN 978-4-08-883567-9 | 5 giugno 2024     | ISBN 978-88-349-2688-8 |
| 18 | Capitoli - Mission No.151. I ricordi di Shinzo (辛三の記憶?, Shinzo-san no kioku) - Mission No.152. Molto svegli (スマート?, Sumāto) - Mission No.153. Analisi (解析?, Kaiseki) - Mission No.154. Le braccia della mamma (母さんの腕?, Kāsan no ude) - Mission No.155. Qualcosa non va (異変?, Ihen) - Mission No.156. Sogni (夢?, Yume) - Mission No.157. Ti voglio bene (愛してる?, Aishiteru) - Mission No.158. Il nulla (無?, Mu) - Mission No.159. Momo e Rei (百と零?, Moto to Rei) |                        |                   |                        |
| 19 | 4 settembre 2023 | ISBN 978-4-08-883667-6 | 7 agosto 2024     | ISBN 978-88-349-2899-8 |
| 19 | Capitoli - Mission No.160. L'interruzione (横槍?, Yokoyari) - Mission No.161. Guidando per mare (海上ドライブ?, Kaijō Doraibu) - Mission No.162. L'orientamento professionale (進路指導?, Shinro shidō) - Mission No.163. La battaglia dell'anniversario di matrimonio (結婚記念日戦争?, Kekkon kinenbi sensō) - Mission No.164. La visita di Tsubomi (つぼみ来訪?, Tsubomi raihō) - Mission No.165. Asa (旦?, Asa) - Mission No.166. Tsubomi e Asa (つぼみと旦?, Tsubomi to Asa) - Mission No.167. L'album Yozakura (夜桜アルバム?, Yozakura Arubamu) - Mission No.168. La video lettera di Momo (百のビデオレター?, Hyaku no Bideo Retā) |                        |                   |                        |
| 20 | 2 novembre 2023 | ISBN 978-4-08-883748-2 | 16 ottobre 2024   | ISBN 978-88-349-2968-1 |
| 20 | Capitoli - Mission No.169. Il contenuto delle lettere (手紙の中身?, Tegami no nakami) - Mission No.170. Missione: Famiglia Yozakura (夜桜さんちの大作戦?, Yozakura-san chi no daisakusen) - Mission No.171. L'undicesima generazione della famiglia Yozakura (夜桜さんちの11代目?, Yozakura-san chino 11-daime) - Mission No.172. "Scusami" (「ごめんね」?, `Gomen ne') - Mission No.173. Taiyo Yozakura (夜桜太陽?, Yozakura Taiyō) - Mission No.174. L'accademia del ciliegio imperiale (帝桜学園?, Teiō gakuen) - Mission No.175. Zio Kyoichiro (凶一郎おじさん?, KyōIchirō ojisan) - Mission No.176. Zio Kyoichiro VS papà Taiyo (凶一郎おじさんVS太陽パパ?, KyōIchirō Ojisan VS Taiyō Papa) - Mission No.177. La tessera timbri della famiglia Yozakura (夜桜さんちのスタンプカード?, Yozakura-san chi no Sutanpu Kādo) |                        |                   |                        |
| 21 | 4 gennaio 2024 | ISBN 978-4-08-883794-9 | 31 dicembre 2024  | ISBN 978-88-349-3094-6 |
| 21 | Capitoli - Mission No.178. Zia Futaba (二刃おばちゃん?, Futaba oba-chan) - Mission No.179. Hifumi VS zia Futaba (ひふみVS二刃おばちゃん?, Hifumi VS Futaba oba-chan) - Mission No.180. Amici? (友達??, Tomodachi?) - Mission No.181. Zia Shion VS zio Kengo (四怨おばちゃんVS嫌五おじちゃん?, Shion Oba-chan VS Kengo ojisan) - Mission No.182. Mediani VS gemelli (年中組VS双子?, Nenchū kumi VS futago) - Mission No.183. "Malpha" (悪ふぁ?, Warufa) - Mission No.184. Missione: "Catturare Alpha" (あるふぁ捕獲作戦?, Arufa hokaku sakusen) - Mission No.185. Missione: "Curare Alpha" (あるふぁ 看病大作戦?, Arufa kanbyō daisakusen) - Mission No.186. Tremila leghe per vedere Nanao (七悪を訪ねて三千里?, Nanao o tazunete sanzenri) |                        |                   |                        |
| 22 | 4 marzo 2024 | ISBN 978-4-08-883845-8 | 26 febbraio 2025  | ISBN 978-88-349-3224-7 |
| 22 | Capitoli - Mission No.187. Zio Kyoichiro vuole essere amato (凶一郎おじちゃんは愛されたい?, Kyōichirō oji-chan wa aisaretai) - Mission No.188. L'isoletta all'estremo nord (北の果ての小島?, Kita no hate no kojima) - Mission No.189. Nanao Dungeon (七悪ダンジョン?, Nanao Danjon) - Mission No.190. Miniboss King Nanao (中ボス キングななお?, Nakabosu Kinguna Nanao) - Mission No.191. Lite tra gemelli (双子げんか?, Futago-genka) - Mission No.192. I gemelli si arrabbiano! (ふたご は おこっている!!?, Futago wa okotte iru!!) - Mission No.193. I gemelli adulti (大人な双子?, Otonana futago) - Mission No.194. Il matrimonio di Shinzo (辛三の結婚式?, Shinzō no kekkonshiki) - Mission No.195. Alexandryu VS fratelli Yozakura (アレクサンド龍VS夜桜兄妹?, Arekusandoryū VS Yozakura kyōdai) |                        |                   |                        |
| 23 | 4 aprile 2024 | ISBN 978-4-08-884002-4 | 9 aprile 2025     | ISBN 978-88-349-3331-2 |
| 23 | Capitoli - Mission No.196. Che la cerimonia abbia inizio (結婚式開宴?, Kekkonshiki kaien) - Mission No.197. Riunione strategica padre-figli (親子作戦会議?, Oyako sakusen kaigi) - Mission No.198. I regali dai gemelli (双子プレゼントタイム?, Futago Purezento Taimu) - Mission No.199. Taiyo Yozakura VS Alexandryu (夜桜太陽VSアレクサンド龍?, Yozakura Taiyō VS Arekusandoryū) - Mission No.200. La piena fioritura (開花春来?, Kaika haruki) - Mission No.201. La festa è finita (お開き?, Ohiraki) - Mission No.202. Mozu, Ryu e Asa (もずと龍と旦?, Mozu to Ryū to Asa) - Mission No.203. Taiyo il fuggitivo (逃亡者太陽?, Tōbōsha Taiyō) - Mission No.204. Gli sbalzi d'umore di Hifumi (ひふみ七変化?, Hifumi shichihenge) |                        |                   |                        |
| 24 | 4 giugno 2024 | ISBN 978-4-08-884119-9 | 11 giugno 2025    | ISBN 978-88-349-3533-0 |
| 24 | Capitoli - Mission No.205. Il colloquio di Mutsumi (六美の面接?, Mutsumi no mensetsu) - Mission No.206. La grande missione dei gemelli (双子大作戦?, Futago dai sakusen) - Mission No.207. La seconda missione "Yozakura in prima linea" (第二次夜桜戦線?, Dainiji Yozakura sensen) - Mission No.208. Futaba la spartana (スパルタ二刃?, Suparuta Futaba) - Mission No.209. Futaba l'inseguitrice (追跡者二刃?, Tsuiseki-sha Futaba) - Mission No.210. Hifumi protettrice (保護者ひふみ?, Hogosha Hifumi) - Mission No.211. Hifumi e Nii (ひふみと二?, Hifumi to Ni) - Mission No.212. Sorella maggiore VS sorella maggiore (長女vs長女?, Chōjo vs chōjo) - Mission No.213. Kazu e Nii (一と二?, Kazu to Ni) |                        |                   |                        |
| 25 | 2 agosto 2024 | ISBN 978-4-08-884134-2 | 20 agosto 2025    | ISBN 978-88-349-3588-0 |
| 25 | Capitoli - Mission No.214. (ひふみの開花?, Hifumi no kaika) - Mission No.215. (ひふみVS凶一郎?, Hifumi VS Kyōichirō) - Mission No.216. (おじちゃんと姪?, Oji chanto mei) - Mission No.217. (ひふみの選択?, Hifumi no sentaku) - Mission No.218. (学校の怪談?, Gakkō no kaidan) - Mission No.219. (オトナ悪ふぁ?, Otona Warufa) - Mission No.220. (辛三VSあるふぁ?, Shinzo-san VS Arufa) - Mission No.221. (あるふぁの開花?, Arufa no kaika) - Mission No.222. (予知?, Yochi) |                        |                   |                        |
| 26 | 4 ottobre 2024 | ISBN 978-4-08-884212-7 | ottobre 2025      | ISBN 978-88-349-3698-6 |
| 26 | Capitoli - Mission No.223. (軍団?, Gundan) - Mission No.224. (開戦?, Kaisen) - Mission No.225. (第二次夜桜前線 最終章?, Dai ni ji Yozakura zensen saishū shūshō) - Mission No.225 β. (夜桜アルバム?, Yozakura Arubamu) - Mission No.226. (夜桜包囲網?, Yozakura hōi-mō) - Mission No.227. (裏切り?, Uragiri) - Mission No.228. (凶一郎と灰?, Kyōichirō to Hai) - Mission No.229. (なんちって?, Nan chitte) - Mission No.230. (予言?, Yogen) - Mission No.231. (太陽と旦?, Taiyō to Asa) |                        |                   |                        |
| 27 | 4 dicembre 2024 | ISBN 978-4-08-884354-4 | —                 | —                      |
| 27 | Capitoli - Mission No.232. (嫌五と虎狼?, Kengo to Hǔláng) - Mission No.233. (唯我独尊?, Yuiga dokuson) - Mission No.234. (化粧?, Keshō) - Mission No.235. (龍の特ダネ?, Ryū no tokudane) - Mission No.236. (再生?, Saisei) - Mission No.237. (旦の計画?, Asa no keikaku) - Mission No.238. (チーム四苑?, Chīmu Shion) - Mission No.239. (全能なる四怨様?, Zen'nō naru Shion-sama) - Mission No.240. (もう一度?, Mōichido) |                        |                   |                        |
| 28 | 4 febbraio 2025 | ISBN 978-4-08-884432-9 | —                 | —                      |
| 28 | Capitoli - Mission No.241. (もずと旦?, Mozu to Dan) - Mission No.242. (回帰?, Kaiki) - Mission No.243. (夜桜太陽VS旦?, Yozakura Taiyō VS Asa) - Mission No.244. (10代目夜桜夫婦?, 10-daime Yozakura fūfu) - Mission No.245. (制服?, Seifuku) - Mission No.246. (作戦実行?, Sakusen jikkō) - Mission No.247. (凶一郎潜入?, Kyōichirō sen'nyū) - Mission No.248. (悪い子たち?, Warui ko-tachi) - Mission No.249. (バレる?, Bareru) |                        |                   |                        |
| 29 | 4 marzo 2025 | ISBN 978-4-08-884435-0 | —                 | —                      |
| 29 | Capitoli - Mission No.250. (分割?, Bunkatsu) - Mission No.251. (目覚め?, Mezame) - Mission No.252. (日の出?, Hinode) - Mission No.253. (変化?, Henka) - Mission No.254. (決着?, Ketchaku) - Mission No.255. (太陽と凶一郎?, Taiyō to Kyōichirō) - Mission No.256. (披露宴 （前編）?, Hirōen (zenpen)) - Mission No.257. (披露宴 （後編）?, Hirōen (kōhen)) - Mission No.258. (今日も夜桜さんちは大作戦?, Kyō mo Yozakura-san chi wa dai sakusen) |                        |                   |                        |

### Anime

Logo della serie

Il 17 dicembre 2022 è stato annunciato che la serie sarebbe stata adattata in un anime televisivo prodotto da Silver Link. La serie, dal titolo Yozakura Family, è stata trasmessa in Giappone su MBS e TBS dal 7 aprile al 6 ottobre 2024. La serie è diretta da Mirai Minato, che si occupa anche della sceneggiatura. Il character design è curato da Mizuki Takahashi che ricopre anche il ruolo di capo direttore dell'animazione. La colonna sonora è composta da Kōji Fujimoto e Osamu Sasaki. La sigla d'apertura è Unmei-chan (運命ちゃん?) di Ikimonogakari mentre quella di chiusura è Fam! di Chico. La seconda sigla d'apertura è Secret Operation dei fripSide feat. Yoshino Nanjō mentre quella di chiusura è Kekkon kōshin kyoku (結婚行進曲? lett. "Canzone della parata nuziale") degli ASOBI Doumei. In Italia la serie è stata pubblicata in latecast in versione sottotitolata su Disney+ dal 1º maggio 2024.
Dopo la messa in onda dell'ultimo episodio, è stata annunciata la seconda stagione. Quest'ultima è prevista per il 2026.

#### Episodi
| Nº | Titolo italiano Giapponese 「Kanji」 - Rōmaji - Traduzione letterale                                                    | In onda           | In onda |
| Nº | Titolo italiano Giapponese 「Kanji」 - Rōmaji - Traduzione letterale                                                    | Giapponese        |         |
| 1  | Il cerchio dei fiori di ciliegio 「桜の指輪」 - Sakura no yubiwa – "L'anello con il fiore di ciliegio"                  | 7 aprile 2024     |         |
| 2  | La linfa vitale degli Yozakura 「夜桜の命」 - Yozakura no inochi – "L'ancora di salvezza degli Yozakura"                | 14 aprile 2024    |         |
| 3  | Sentimenti 「気持ち」 - Kimochi                                                                                         | 21 aprile 2024    |         |
| 4  | Kengo 「嫌五」 - KengoShinzo 「辛三」 - Shinzō                                                                          | 28 aprile 2024    |         |
| 5  | Interrogatorio 「取り調べ」 - TorishirabeAppuntamento 「デート」 - Dēto                                                 | 5 maggio 2024     |         |
| 6  | Insetto 「バグ」 - Bagu                                                                                                 | 12 maggio 2024    |         |
| 7  | Spie governative 「公務員スパイ」 - Kōmuin Supai                                                                        | 19 maggio 2024    |         |
| 8  | La festa Kuroyuri 「黒百合党」 - Kuroyuri tō                                                                            | 26 maggio 2024    |         |
| 9  | Il significato floreale di Kuroyuri (Giglio Nero) 「黒百合 の花言葉」 - Kuroyuri no hanakotoba                          | 2 giugno 2024     |         |
| 10 | L'affare della domestica della famiglia Yozakura 「浮気」 - Uwaki                                                       | 9 giugno 2024     |         |
| 11 | Storie di fantasmi degli Yozakura 「夜桜の怪談」 - Yozakura no kaidanLicenza da spia 「スパイ免許証」 - Supai menkyoshō | 16 giugno 2024    |         |
| 12 | L'evasione dal carcere del nonno 「プリズンジジブレイク」 - Purizun Jiji Bureiku                                        | 23 giugno 2024    |         |
| 13 | Tanpopo 「タンポポ」 - Tanpopo                                                                                          | 30 giugno 2024    |         |
| 14 | Mirate alla suite 「目指せスイートルーム」 - Mezase Suīto Rūmu                                                          | 7 luglio 2024     |         |
| 15 | Il sangue Yozakura 「夜桜の血」 - Yozakura no chi                                                                       | 14 luglio 2024    |         |
| 16 | Pulire il cortile 「庭掃除」 - Niwa soji                                                                                | 21 luglio 2024    |         |
| 17 | La medicina di Nanao 「七悪のくすり」 - Nanao no kusuri                                                                 | 28 luglio 2024    |         |
| 18 | La storia della sorgente termale degli Yozakura 「夜桜温泉物語」 - Yozakura onsen monogatari                            | 4 agosto 2024     |         |
| 19 | Una droga di nome Tanpopo 「タンポポという薬」 - Tanpopo to iu kusuri                                                   | 11 agosto 2024    |         |
| 20 | Orecchini a forma di sole 「太陽のピアス」 - Taiyō no piasu                                                             | 18 agosto 2024    |         |
| 21 | Yozakura Front Lines 「夜桜前線」 - Yozakura zensenLa fioritura 「開花」 - Kaika                                        | 25 agosto 2024    |         |
| 22 | La festa della fioritura dei ciliegi 「お花見」 - O hana mi                                                             | 1º settembre 2024 |         |
| 23 | Vento da est 「東風」 - KochiArma 「武器」 - Buki                                                                       | 8 settembre 2024  |         |
| 24 | Shion e Kengo contro Chacha e Aonuma 「四怨 & 嫌五 VS チャチャ & アオヌマ」 - Shion & Kengo VS Cha-Cha & Aonuma         | 15 settembre 2024 |         |
| 25 | Ai e Mizuki 「アイとミズキ」 - Ai to Mizuki                                                                             | 22 settembre 2024 |         |
| 26 | Vecchio sangue 「旧い血」 - Furui chi                                                                                   | 29 settembre 2024 |         |
| 27 | Missione completata 「作戦終了」 - Sakusen shūryōSegnale 「披露宴」 - Hirōen                                            | 6 ottobre 2024    |         |

### Romanzi
Nell'ottobre 2022, come parte del terzo anniversario del manga, è stato annunciato che quest'ultimo sarebbe stato adattato in un romanzo. Intitolato Mission: Yozakura Family Yozakura-ka kansatsu nikki (夜桜さんちの大作戦 夜桜家観察日記?, Yozakura-san chi no daisakusen Yozakura-ka kansatsu nikki, lett. "La grande strategia di Yozakura-san: Il diario di osservazione di Yozakura"), è stato pubblicato il 4 luglio 2023. Un secondo romanzo, Mission: Yozakura Family orusuban daisakusen-hen (夜桜さんちの大作戦　おるすばん大作戦編? lett. "La grande strategia di Yozakura-san: Operazione babysitter"), è stato pubblicato il 4 aprile 2024.

## Accoglienza
Nel 2020 il manga è stato nominato per al 6° Next Manga Award.